# ليندن ماكنتاير
ليندن ماكنتاير (بالإنجليزية: Linden MacIntyre)‏ (29 مايو 1943 في كندا)؛ صحفي وروائي كندي.

## روابط خارجية
- ليندن ماكنتاير على موقع IMDb (الإنجليزية)
- ليندن ماكنتاير على موقع قاعدة بيانات الفيلم (الإنجليزية)